# جيسيكا توماس
جيسيكا توماس (بالإنجليزية: Jessica Thomas)‏ هي لاعبة كرة الشبكة أسترالية، ولدت في 21 يوليو 1984 في Mitcham, Victoria ‏ في أستراليا.